# Кривячское сельское поселение
Кривячское сельское поселение, во времена СССР Кривячский сельский совет  — упразднённое в 2010 году муниципальное образование и административно-территориальная единица в Шарьинском районе Костромской области России. 

## История
Кривячское сельское поселение образовано 30 декабря 2004 года в соответствии с Законом Костромской области № 237-ЗКО. Согласно Закону, установлены статус и границы муниципального образования.
22 июня 2010 года, в соответствии с Законом Костромской области № 626-4-ЗКО Кривячское сельское поселение было упразднено и вошло в состав Шангского сельского поселения.

## Состав сельского поселения
д. Вагино, д. Высоково, х. Ивановский, д. Косиха, д. Коурчиха, д. Кривячка, д. Лысиха, д. Ново-Шангское, д. Прудовка, д. Старо-Шангское.